# The Return of Captain Invincible
Pour plus de détails, voir Fiche technique et Distribution.
The Return of Captain Invincible est un film australien réalisé par Philippe Mora, sorti en 1983.

## Fiche technique
- Titre : The Return of Captain Invincible
- Réalisation : Philippe Mora
- Scénario : Steven E. de Souza et Andrew Gaty
- Musique : William Motzing
- Pays d'origine : Australie
- Genre : comédie musicale
- Date de sortie : 1983

## Distribution
- Alan Arkin : Captain Invincible
- Christopher Lee : Mr Midnight
- Kate Fitzpatrick : Patty Patria
- Bill Hunter : Tupper / Coach
- Michael Pate : Président
- David Argue : vendeur italien
- Chelsea Brown : Guide
- Chris Haywood : Maitre D'
- Graham Kennedy : Premier Ministre
- Virginia Hey : esthéticienne
- Bruce Spence : Docteur de Midnight